# Limnophyes bubo
Limnophyes bubo är en tvåvingeart som beskrevs av Ole Anton Saether 1991. Limnophyes bubo ingår i släktet Limnophyes och familjen fjädermyggor.
Artens utbredningsområde är Uganda. Inga underarter finns listade i Catalogue of Life.